# Edgar Loehrs

Edgar Loehrs (1912)

Edgar Georg Loehrs (* 28. Januar 1870 in Hamburg; † 11. August 1948 in Berlin-Charlottenburg) war ein deutscher Verwaltungsjurist und Ministerialbeamter.

## Leben
Loehrs studierte Rechtswissenschaft an der Rheinischen Friedrich-Wilhelms-Universität Bonn. 1889 wurde er Mitglied des Corps Palatia Bonn. Nach den Examen und der Promotion zum Dr. iur. trat er 1892 in den Justiz- und Verwaltungsdienst der Krone Preußen. Seit 1898 Regierungsassessor, kam er 1900 zur Regierung in Schleswig und 1901 zum Oberpräsidium der Provinz Schleswig-Holstein. Nachdem er drei Jahre Hilfsarbeiter im Preußischen Innenministerium gewesen war, wurde er 1905 für zehn Jahre Landrat des Kreises Lübben. 1914 verwaltete er zugleich das  Landratsamt in Züllichau.
Von 1915 bis 1918 war er für die Deutsche Zivilverwaltung Polen (Erster Weltkrieg) Polizeipräsident in Łódź. Nach Kriegsende wieder im Preußischen Innenministerium, wurde er 1919 Geheimer Regierungsrat und Vortragender Rat. 1920 zum Ministerialdirigenten befördert, war er bis 1934 stellvertretender Bevollmächtigter des Freistaats Preußen zum Reichsrat. Er schloss sich der von Otto Hoetzsch gegründeten Deutschen Gesellschaft zum Studium Osteuropas an. 1932, im Jahr des Preußenschlags, wurde er zum Ministerialdirektor und kommissarischen Staatssekretär im Innenministerium ernannt. 1935 ging er in den Ruhestand. 
Loehrs war seit 1934 mit Frieda geb. Finger, gesch. von Wartenberg (* 6. August 1882 in Berlin; † 20. August 1939 in Berlin-Schmargendorf) verheiratet.